# Emil Heitz (Botaniker)
Johann Heinrich Emil Heitz (* 29. Oktober 1892 in Straßburg; † 8. Juli 1965 in Lugano) war ein elsässischer, deutscher und später Schweizer Botaniker. In Hamburg profilierte sich Heitz als Pionier der botanischen und zoologischen Zytogenetik. Auf ihn gehen die 1928 geprägten Begriffe Euchromatin und Heterochromatin zurück. Er identifizierte Nukleolus-Chromosomen und entdeckte die selektive Polytänisierung.

## Leben

### Elsässer
Emil Heitz war das vierte Kind von Karl Timotheus Paul Heitz (1857–1943), einem Sohn von Emil Heitz, und Mathilde, geb. Schwalb (1862–1892). Die leibliche Mutter starb dreizehn Tage nach seiner Geburt. Daraufhin heiratete Paul Heitz 1894 seine Schwägerin Helene Schwalb (1871–1947); sie bekamen einen Sohn und eine Tochter. Emil nannte Helene, seine Stiefmutter und Tante, stets Mutter.
Die Heitz-Dynastie besaß eine große Tradition als Verleger und als Inhaber der Universitätsdruckerei in Straßburg.

### Student – Soldat – Professor

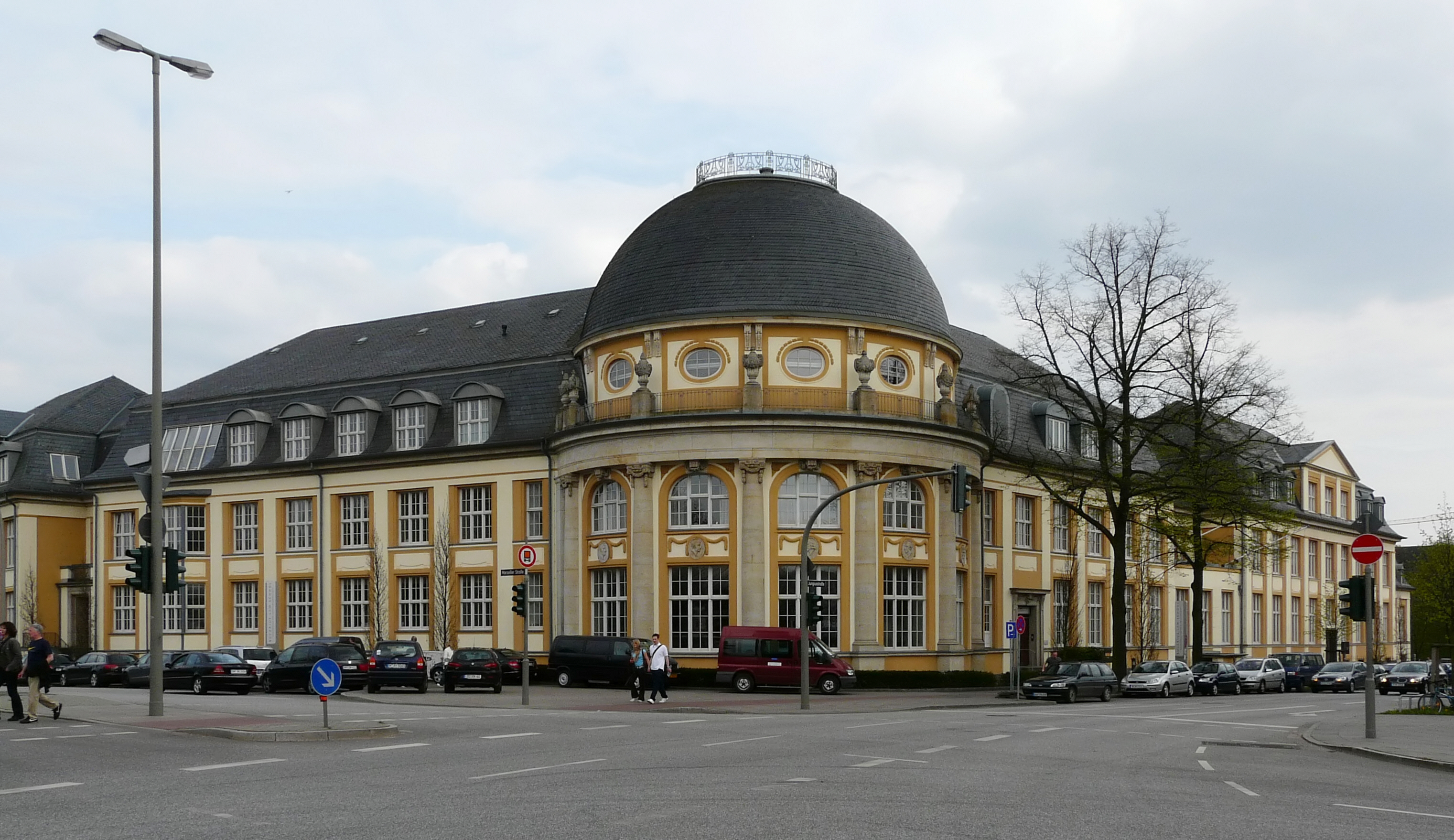
Hamburger Doppelinstitut: Angewandte Botanik im Ostflügel (li) entlang der Marseiller Promenade; Allgemeine Botanik im Südflügel (re), Jungiusstraße. Architekt: Albert Erbe 1907 und 1914. Erster Direktor: Eduard Zacharias. Seit 2000 Sitz der Bucerius Law School.

Nach einer kurzen Lehrzeit im Familienunternehmen entschied sich Emil Heitz 1912 für ein Studium der Naturwissenschaften, vor allem der Biologie. Nach jeweils zwei Semestern in München und in Straßburg diente er den ganzen Ersten Weltkrieg bei der Fußartillerie, sowohl an der West- als auch an der Ostfront.
Im Mai 1919 nahm er in Basel das Studium wieder auf, ging 1920 zu Ludwig Jost an die Universität Heidelberg und promovierte dort am 7. Juni 1921.
Im Dezember 1921 heiratete er die frühere Studienkollegin Martha Elisabeth Staehelin in Tübingen.
Heitz arbeitete an verschiedenen deutschen Instituten, zuletzt an der Universität Greifswald, bevor ihn Hans Winkler 1926 bewog, sein Mitarbeiter am Institut für Allgemeine Botanik der Universität Hamburg zu werden. Die Habilitation erfolgte 1926. Zum außerordentlichen Professor wurde er 1932 berufen. Heitz profilierte sich als herausragender Zytogenetiker.

### Nazizeit
Am 24. März 1933 beschloss der Deutsche Reichstag das Ermächtigungsgesetz. Darauf folgte am 7. April 1933 das Gesetz zur Wiederherstellung des Berufsbeamtentums. Zu dessen Durchführung mussten die öffentlich Beschäftigen einen Fragebogen ausfüllen, den Heitz am 12. Juni 1933 einreichte. Die entscheidende Frage nach seiner arischen Abstammung hatte er mit „ja“ beantwortet. Der politische Druck zielte gerade auf Personen im Hamburger Bildungswesen. So unterzeichnete auch Heitz wie sein Chef Hans Winkler im November 1933 das Bekenntnis der deutschen Professoren zu Adolf Hitler. Später, am 17. Dezember 1934, schrieb Heitz der Behörde, „dass sein Grossvater mütterlicherseits, der evang. Pfarrer Moritz Schwalb, nichtarischer Abstammung gewesen sei.“ Deswegen wurde Heitz die Lehrbefugnis und die Dienstbezeichnung nichtbeamteter außerordentlicher Professor entzogen; folglich entfielen auch die Dienstbezüge. Den akademischen Grad Dr. habil. durfte er weiterführen. Gegen die rassenwahnsinnige Gesetzmäßigkeit half auch nicht der Hinweis auf seinen anderen, ihm namensgleichen Großvater: Johann Heinrich Emil Heitz (1825–1890; Altphilologe) war Rektor der deutschen Kaiser-Wilhelm-Universität Straßburg gewesen.

### Zuflucht Basel
Der entlassene Botaniker emigrierte daraufhin mit vier Kindern und seiner Frau Elisabeth in ihre Heimatstadt Basel in der Schweiz. Nach erneuter Habilitation an der Universität Basel wurde Heitz 1938 wiederum mit Venia legendi zum außerordentlichen Professor ernannt. Weder Universität noch Staat übernahmen damit „irgendwelche weitere Verpflichtungen insbesondere pekuniärer Art“. So lebte die Familie dort in finanziell schwierigen Verhältnissen.
Einer Einladung des Maisgenetikers Lewis John Stadler an die Universität von Missouri in Columbia aus dem Jahr 1939 konnte Emil Heitz erst nach Ende des Zweiten Weltkrieges folgen. Er erwarb 1947 die Schweizer Staatsbürgerschaft und wirkte von Februar bis Juni 1947 als Gastprofessor in Columbia. Für einen längeren Aufenthalt in den USA wollte er sich nicht entschließen, er kehrte nach Basel zurück.

### Corrensstraße Tübingen
Beim Genetik-Kongress 1948 in Stockholm traf Eeva Therman auf Georg Melchers aus Tübingen und informierte ihn über das Schicksal von Emil Heitz. Doch dessen Lage besserte sich nachhaltig erst Jahre später, als ihn die Max-Planck-Gesellschaft zum Wissenschaftlichen Mitglied am neuen Max-Planck-Institut für Biologie in Tübingen ernannte. In der Corrensstraße leitete Heitz seit 1. April 1955 eine eigene Arbeitsgruppe in der Abteilung Melchers.
Im Jahr 1955 wurde er auch Honorarprofessor für Zytologie der Universität Tübingen, und die Leopoldina in Halle verlieh ihm die Schleiden-Medaille.
Seine Forschung verlagerte er nun auf die Elektronenmikroskopie der Plastiden und der Mitochondrien.

### morto a Lugano
Heitz wurde im Oktober 1961 emeritiert und zog sich in den Ruhestand in die Schweiz zurück. In Sala Capriasca, Kanton Tessin, hatte Sohn Roland, Architekt, für die Eltern ein Haus bauen lassen, das in der Familie „Casa rossa“ hieß.
Als Heitz seinen 70. Geburtstag beging, gratulierte der Präsident der Max-Planck-Gesellschaft „in herzlicher Dankbarkeit“.
Aus gleichem Anlass verliehen ihm 1962 die Universitäten Hamburg und Köln sowie die Freie Universität Berlin jeweils die Ehrendoktorwürde.
Nach einem Unfall starb Emil Heitz in Lugano am 8. Juli 1965. Seine Urne ist mit der seiner Frau Elisabeth in Allschwil bei Basel bestattet.

## Grundlagenforschung

### Chromosomenstruktur in Metaphase
Heitz entdeckte 1928 bei Moosen eine bis dahin unbekannte Erscheinung: die Längsdifferenzierung der Chromosomen durch Heteropyknose. Damit präzisierte er den von Walther Flemming 1880 geprägten Begriff des Chromatins: „Es besteht aus Heterochromatin und Euchromatin.“ Im Gegensatz zum Euchromatin enthält das Heterochromatin nur wenige, meist passive Gene. Doch Heitz kam zur Überzeugung: „Gene, die im Heterochromatin liegen, (können) sehr wohl in das Entwicklungsgeschehen eines Organismus eingreifen.“
Damals hatte er auch „die These aufgestellt, daß grundsätzlich jedes Chromosom durch eine Einschnürung zweischenkelig sei.“ Diese (primäre) Einschnürung nennt man Kinetochor.
Mit zwei Arbeiten wies er nach, dass die Nukleolen aus bestimmten Chromosomen entstehen, und zwar in einem bestimmten Arm. Der Nukleolenbildungsort ist in der Metaphase als (sekundäre) Einschnürung zu erkennen; sie lässt den äußeren (distalen) Abschnitt des Armes als Satellit des Chromosoms erscheinen. Eine derartige Struktur kennzeichnet ein SAT-Chromosom, wie er es nannte. Das Phänomen untersuchte auch Barbara McClintock bei ihrem Aufenthalt in Deutschland. Schließlich wurde auf die unverzichtbare Lebensfunktion des Nukleolus hingewiesen.

### „Kernschleifen“ sind Chromosomen
„Die Chromosomenforschung nimmt ständig an Bedeutung zu.“ Davon war Heiz überzeugt und trug selbst zum Fortschritt bei. Er hatte eine Methode entwickelt, „mit welcher man unter Umgehung der bisher gebräuchlichen Mikrotomtechnik und schneller als mit dieser die diploide und haploide Chromosomenzahl einer Pflanze bestimmen kann,“

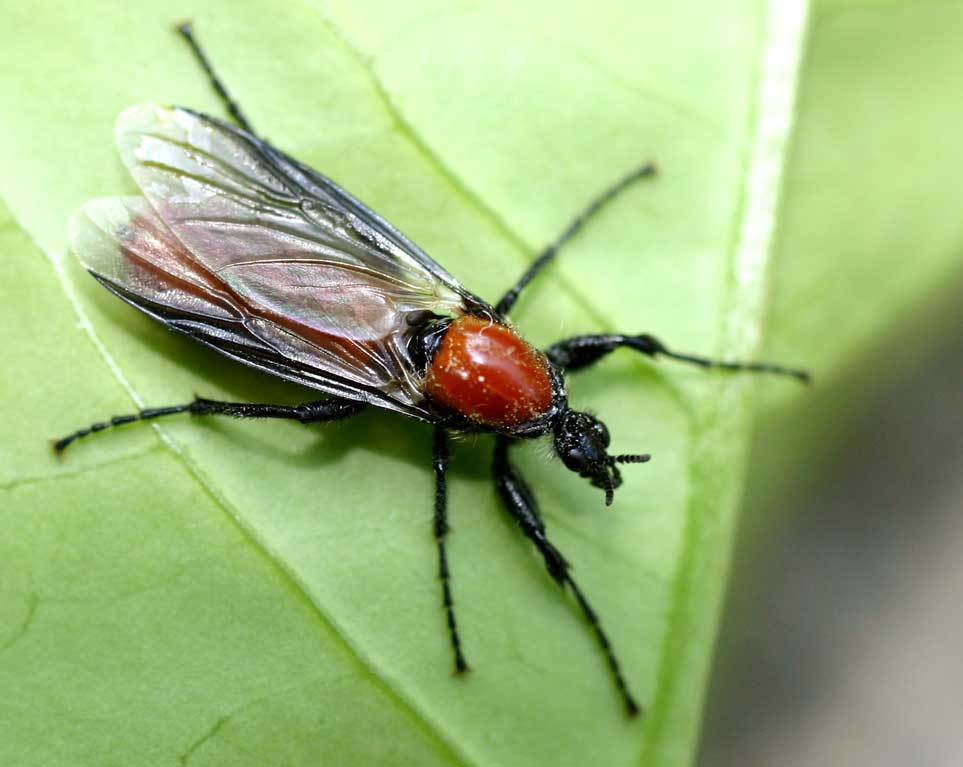
Gartenhaarmücke, Weibchen

Ein beachtlicher Beweis gelang in Zusammenarbeit mit Hans Bauer an der Gartenhaarmücke: Die riesigen, schleifenartigen Strukturen in deren übergroßen Zellkernen sind tatsächlich Chromosomen, die durch innere Multiplikation (Endoreplikation) entstehen. Das zytogenetische Interesse des Botanikers Heitz beschränkte sich also nicht nur auf Pflanzen. Er untersuchte verschiedene Zweiflügler (Dipteren), vor allem fünf Arten von Taufliegen: Drosophila funebris, D. hydei, D. melanogaster, D. simulans und D. virilis.

### Verzichtbare DNA
Emil Heitz beschrieb als Erster bei Drosophila virilis die morphologische Auswirkung der selektiven Endoreplikation: „Während nun mit dem Heranwachsen der Kerne die euchromatischen Teile der Chromosomen sich ins Riesenhafte vergrößern, vermögen das die zum Sammelchromozentrum vereinigten heterochromatischen Teile nicht.“
Solch selektive Replikation bzw. Unterreplikation verstand Heitz als analoges Ereignis zur Chromatindiminution. „Es sei hier einmal darauf hingewiesen, daß vielleicht mit der Ausbildung von Heterochromatin dasselbe erreicht wird, wie mit der Chromatindiminution (nicht Elimination): Inaktivierung von einzelnen Chromosomen bzw. Chromosomenstücken.“
Der Hinweis galt Theodor Boveri, der beim Pferdespulwurm große Mengen DNA entdeckt hatte, die Ascaris megalocephala zwar in seiner Keimbahn weitergibt, die aber den Kernen der Körperzellen vorenthalten werden.
Es bleibt ein Rätsel, warum manche biologischen Arten in ihrer Keimbahn DNA vererben, die sie in ihren somatischen Zellkernen einschränken bzw. auf die sie ganz verzichten. Quantitativ untersucht wurden solche genetischen Unterschiede zwischen Keimbahn und Soma bei drei Cyclops-Arten.
In der Arbeit über Heterochromatin verwies Heitz auch auf das individuelle Chromomeren-Muster eines jeden Polytänchromosoms, das für eine Art konstant ist. Er fand, es wäre die einfachste Annahme, „daß je ein Chromomer das Substrat für je ein Gen ist.“ Infolge dieser Entdeckungen wurden die ersten Karten von Polytänchromosomen erstellt.
Das jeweils eigenartige Banden- oder Querscheiben-Muster der Polytänchromosomen fand bei Zuckmücken erneut Aufmerksamkeit.

### Kriegsbeschäftigung
Außergewöhnlich ist das einzige Buch von Emil Heitz. Er erarbeitete die „Elemente der Botanik“ hauptsächlich in Basel während des Zweiten Weltkrieges mit dem Kleinköpfigen Pippau. Die korbblütige Pflanze besitzt nur wenige Chromosomen, nämlich 2n = 6.

### Elmiskop-Ansichten
Die Elektronenmikroskopie interessierte Heitz als technische Neuheit, in die er sich bei Edouard Kellenberger am Institut de Physique in Genf einarbeitete. In Tübingen stand dafür ein „Elmiskop I von Siemens & Halske“ zur Verfügung. Das Gerät erwähnt er erst 1959 im Absatz „Material und Technik“.
Das besondere Kennzeichen eines Chondriosoms ist die doppelte Membran, die es als Ganzes umgibt. Im Zellplasma von Bryophyten und dem des Adlerpharns Pteridium aquilinum existieren flache Kapseln (120 bis 170 A), die Lamellen enthalten. Sie gleichen dem Golgi-Apparat der Tiere. Solche Lamellen sind auch in Mitochondrien zu finden, die Heitz Chondriosomen nannte.

## Veröffentlichungen (Auswahl)
- Das Heterochromatin der Moose: I. In: Jahrbücher für wissenschaftliche Botanik. 69, 1928: 762–818.
- Heterochromatin, Chromocentren, Chromomeren. In: Berichte der Deutschen Botanischen Gesellschaft. 47/1929, S. 274–284.
- Der Bau der somatischen Kerne von Drosophila melanogaster. In: Zeitschrift für induktive Abstammungs- und  Vererbungslehre.  54/1930, S. 248 f.
- Die Ursache der gesetzmässigen Zahl, Lage, Form und Grösse pflanzlicher Nukleolen. In: Planta. 12/1931, S. 775–844.
- mit Bauer Hans: Beweise für die Chromosomennatur der Kernschleifen in den Knäuelkernen von Bibio hortulanus L. Cytologische Untersuchungen an Dipteren: I. In: Zeitschrift für Zellforschung und mikroskopische Anatomie. 17/1933, S. 67–82.
- Über totale und partielle Heteropyknose, sowie strukturelle Geschlechtschromosomen bei Drosophila funebris. Cytologische Untersuchungen an Dipteren: II. In: Zeitschrift für Zellforschung und mikroskopische Anatomie. 19/1933, S. 720–742.
- Über α- und β-Heterochromatin sowie Konstanz und Bau der Chromomeren bei Drosophila. In: Biologisches Zentralblatt. 54/1934, S. 596, S. 601.
- Chromosomenstruktur und Gene. In: Zeitschrift für induktive Abstammungs- und Vererbungslehre. 70/1935, S. 402–447.
- Untersuchungen über den Bau der Plastiden: I. Die gerichteten Chlorophyllscheiben der Chloroplasten. In: Planta. 26/1937, S. 134–163.
- Durch Röntgenstrahlen ausgelöste Mutationen bei Pellia Neesiana. In: Verhandlungen der Schweiz. Naturforschenden Gesellschaft. 194/1940, S. 170 f.
- Über die Beziehung zwischen Polyploidie und Gemischtgeschlechtlichkeit bei Moosen. In: Archiv der Julius Klaus-Stiftung. 17/1942, S. 444–448.
- Moosmutationen: I. Spontane und durch Colchicin ausgelöste polyploide Mutanten bei Aulacomnium androgynum. In: Archiv der Julius Klaus-Stiftung für Vererbungsforschung, Sozialanthropologie und Rassenhygiene. 20/1945, S. 119–125.
- Elemente der Botanik. Eine Anleitung zum Studium der Pflanze durch Beobachtungen und Versuche an Crepis capillaris (L.) Wall. Springer, Wien 1950.
- Kleine Beiträge zur Zellenlehre: IV. Über Großkerne bei Collembolen. In: Zoologischer Anzeiger. 146/1951, S. 197–201.
- mit Maly Roland: Zur Frage der Herkunft der Grana. In: Zeitschrift für Naturforschung. 8b/1953, S. 243–249.
- Beitrag zur Kenntnis der Chloroplastenstruktur. In: Bargmann W., Peters D., Wolpers C. (Hg): Biologisch-medizinischer Teil; Vierter internationaler Kongress für Elektronenmikroskopie. Springer, Berlin 1960, S. 501–503.